# フェアリー (ゲーム)
フェアリー (Fairy) とは、本流と異なる変則ルールで行うゲームやそのルールを指す。基本的には任意のゲーム類とそのルールに関して適用可能な概念であるが、チェスなど二人零和有限確定完全情報ゲームに多い、本流ルールが確立しており通常はほぼそのルールで遊ばれるゲームについて言い、麻雀のようにローカルルールの類が多数あり、それらのいくつかを適用して遊ぶのが通常であるゲームについてはあまり言わない。代表的な具体例としては、世界的には「フェアリーチェス」が代表的であり、日本ではそれに加えて変則詰将棋が「フェアリー詰将棋」として代表的で、それらを指して単に「フェアリー」とすることも多い。

## フェアリーの例
指しチェスにおいては、駱駝、飛蝗などの特殊な動きをするフェアリーコマの導入、異なる初期配置などが存在する。
また、チェス・プロブレムでは、上記のルールにあわせて、特にメイトを目的としないチェスを用いたパズル全般もフェアリーと呼ばれる。他に、基本的には通常のプロブレムのルールの上で、その盤面にどのようにして到達したかを求めるレトログレード解析による解法を主な趣向としたレトロプロブレムもまた、フェアリーとして独立した一分野として多数の作品が発表されている。
詰将棋においては、ばか詰（協力詰）、自殺詰、特殊コマ導入、安南ルール、天竺ルールなどがある。詰将棋雑誌の『詰将棋パラダイス』には、「フェアリーランド」というフェアリー専門のコーナーが存在する。1年で最も優れたフェアリー作品に与えられる賞は「妖精賞」という名称である。詳細はフェアリー詰将棋を参照。また詰将棋以外のフェアリー将棋関係については変則将棋や将棋類の一覧の記事を参照のこと。